# 沙妮丝·范德桑登
沙妮丝·范德桑登（荷蘭語：Shanice van de Sanden，1992年10月2日—），荷蘭女子足球運動員，司職前鋒，目前在德国女子足球甲级联赛為沃爾夫斯堡足球俱樂效力。她是荷蘭國家女子足球隊的成員，曾隨隊贏得了2017年歐洲女子足球錦標賽冠軍與2019年國際足總女子世界盃亞軍。截至2020年12月，她為荷蘭國家女子足球隊出賽82場，打進18球。

## 技术特点
她的踢法簡單直接，善於於邊線單純以速度過對手再傳中。

## 外部連結
- 沙妮丝·范德桑登 – FIFA國際賽競賽紀錄 (存檔)
- Soccerway資料庫：沙妮丝·范德桑登